# Geografía universal
La Geografía universal es el título dado a varios conjuntos de libros de geografía, cuyo objetivo era llevar a cabo una descripción y análisis de todo el Mundo, con datos tanto de Geografía física como de Geografía humana Sin embargo, este nombre no es siempre el título exacto de los conjuntos en cuestión.

## Las diferentes Geografías Universales

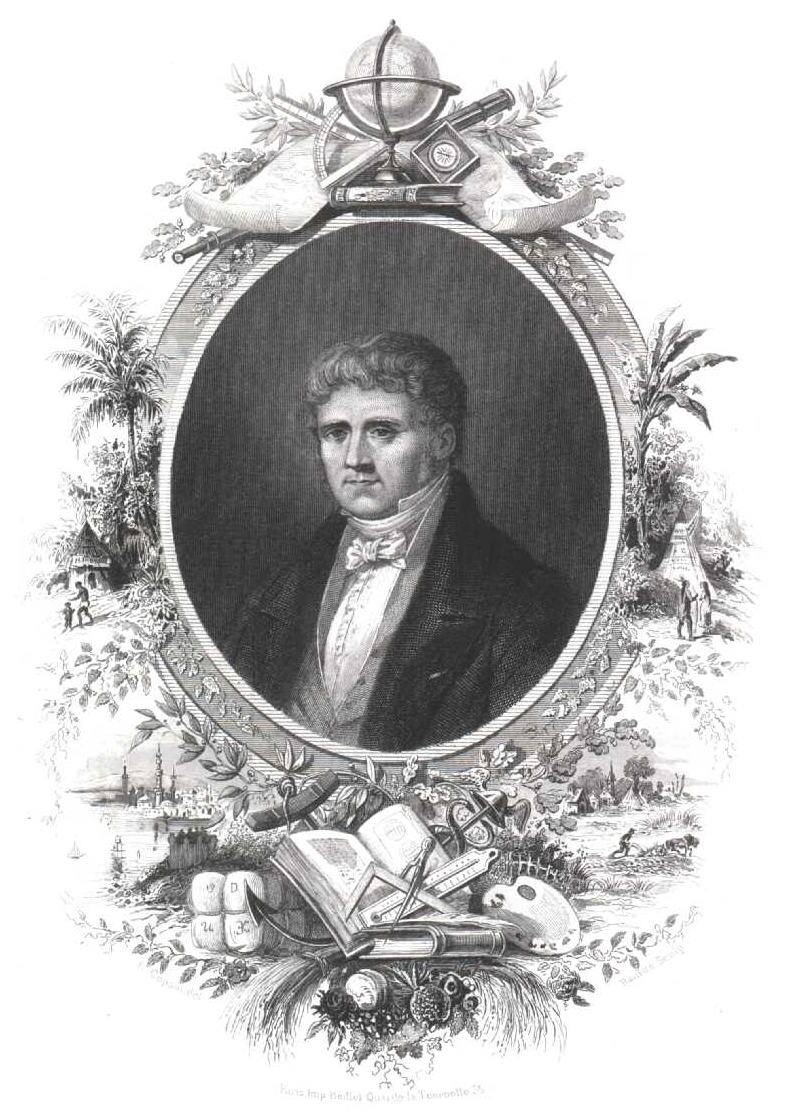
Conrad Malte-brun iniciador de la geografía universal

### Conrad Malte-Brun
/* Conrad Malte-Brun */ fue el primero en redactar una Descripción de la geografía universal a partir de 1810. Su obra, compuesta de 6 volúmenes, fue terminada después de su muerte por uno de sus colaboradores, Jean Jacques Nicolas Huot. Verdadero descubrimiento del mundo, esta labor intentaba consolidar la disciplina aún recién nacida que era la geografía.
Théophile Lavallée reditó una versión « corregida, aumentada y actualizada» de la obra de Malte-Brun. Esa nueva edición fue editada en París por Furne et Cie entre 1855 y 1858.

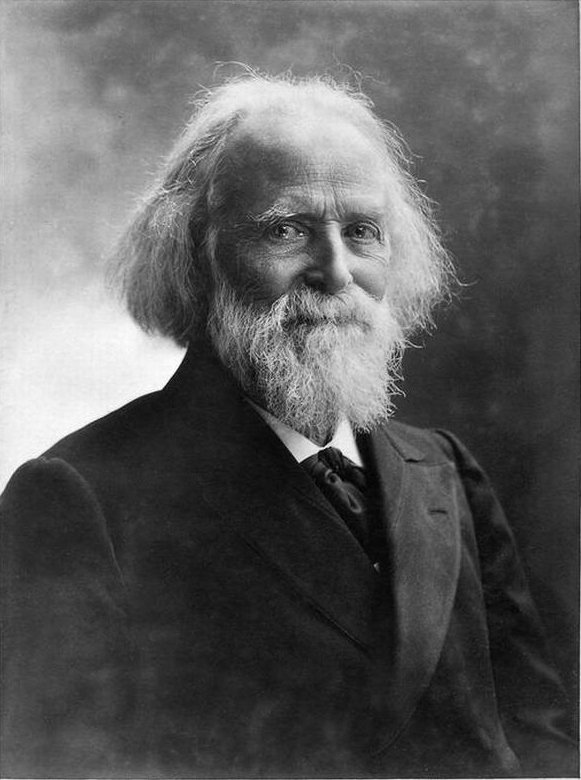
Élisée Reclus por Nadar, imagen retocada

### Élisée Reclus

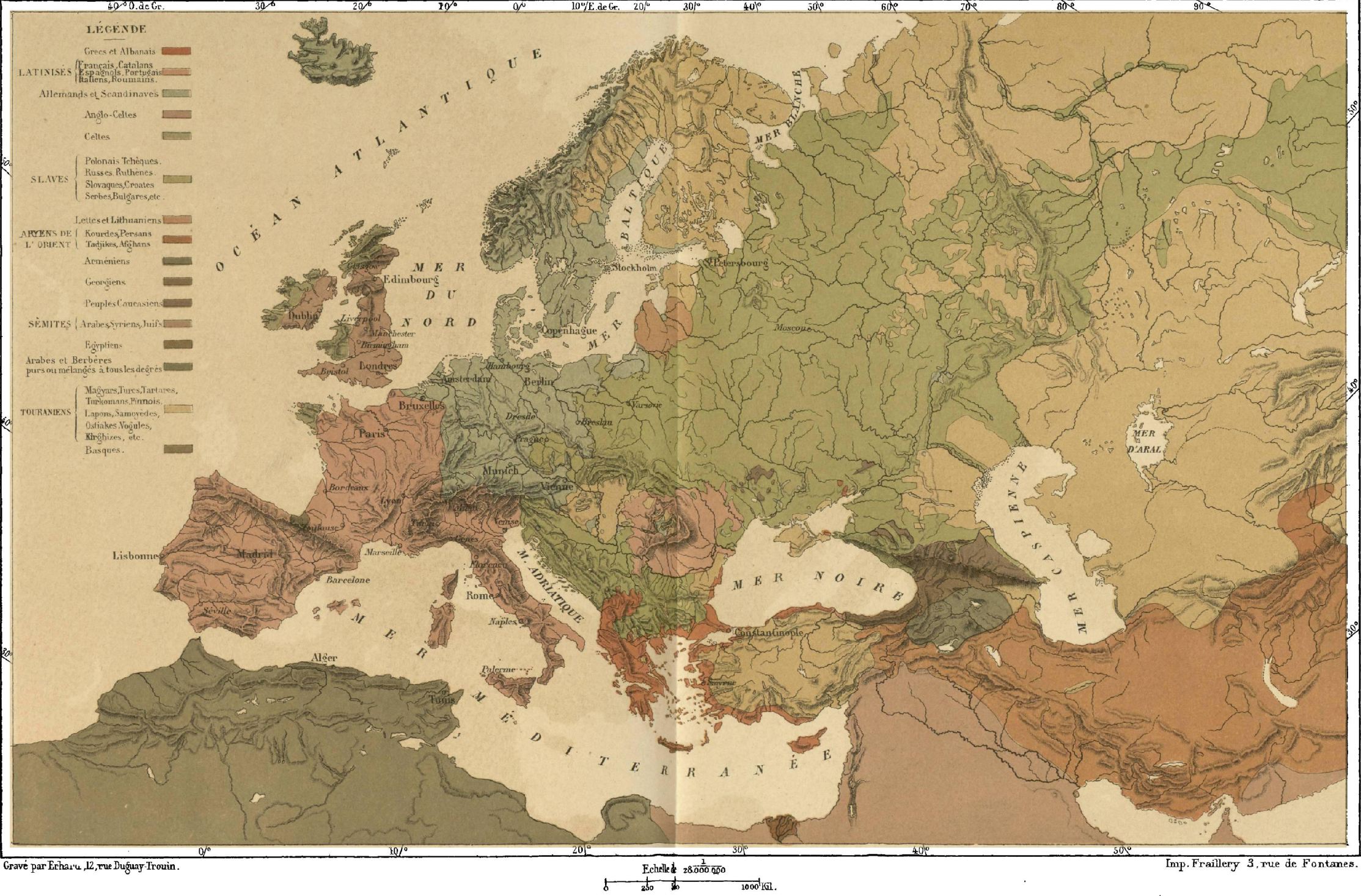
Mapa de Reclus en su Nouvelle géographie universelle 1 p.38

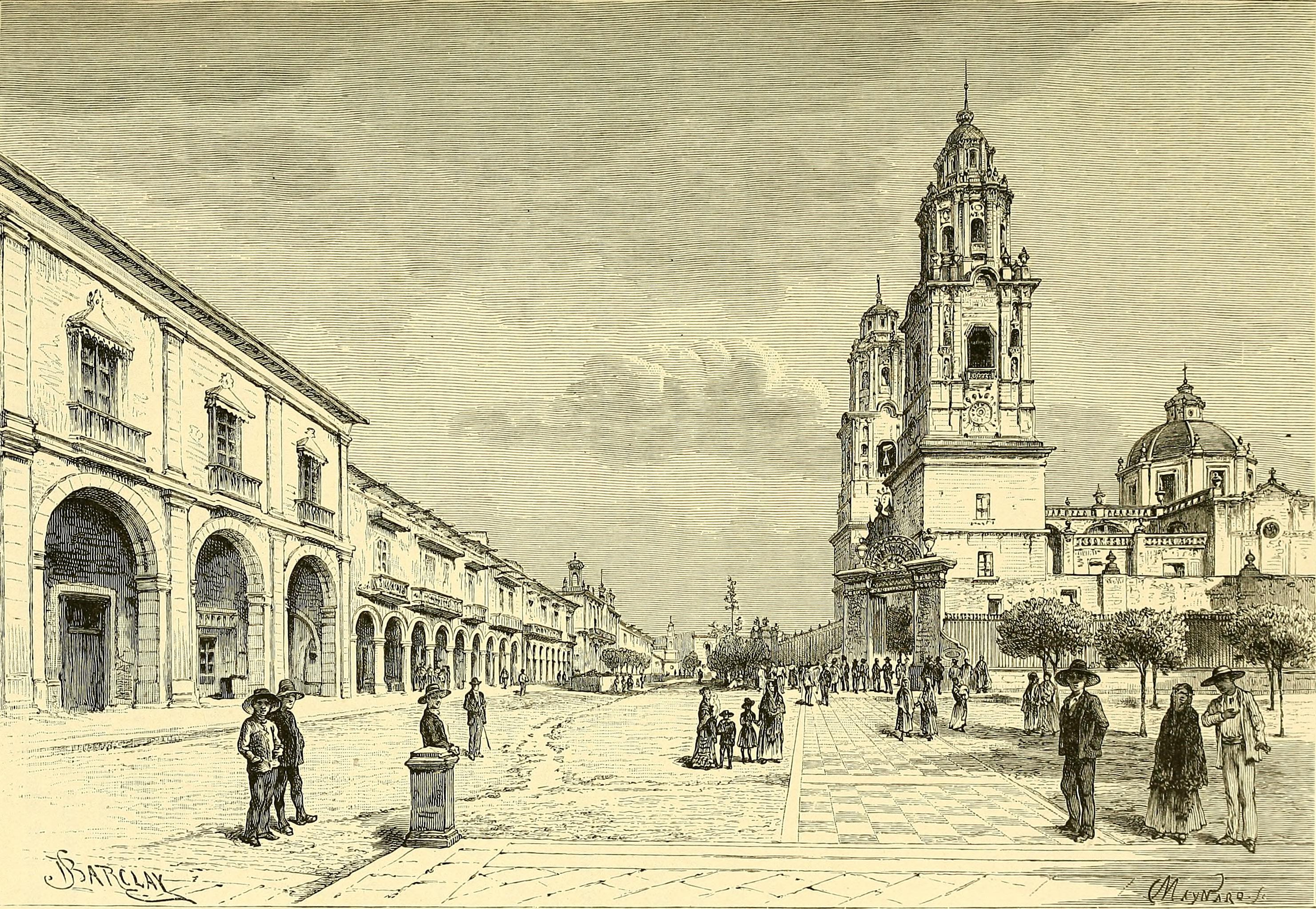
Morelia Nouvelle géographie universelle (1876) 17 p. 179

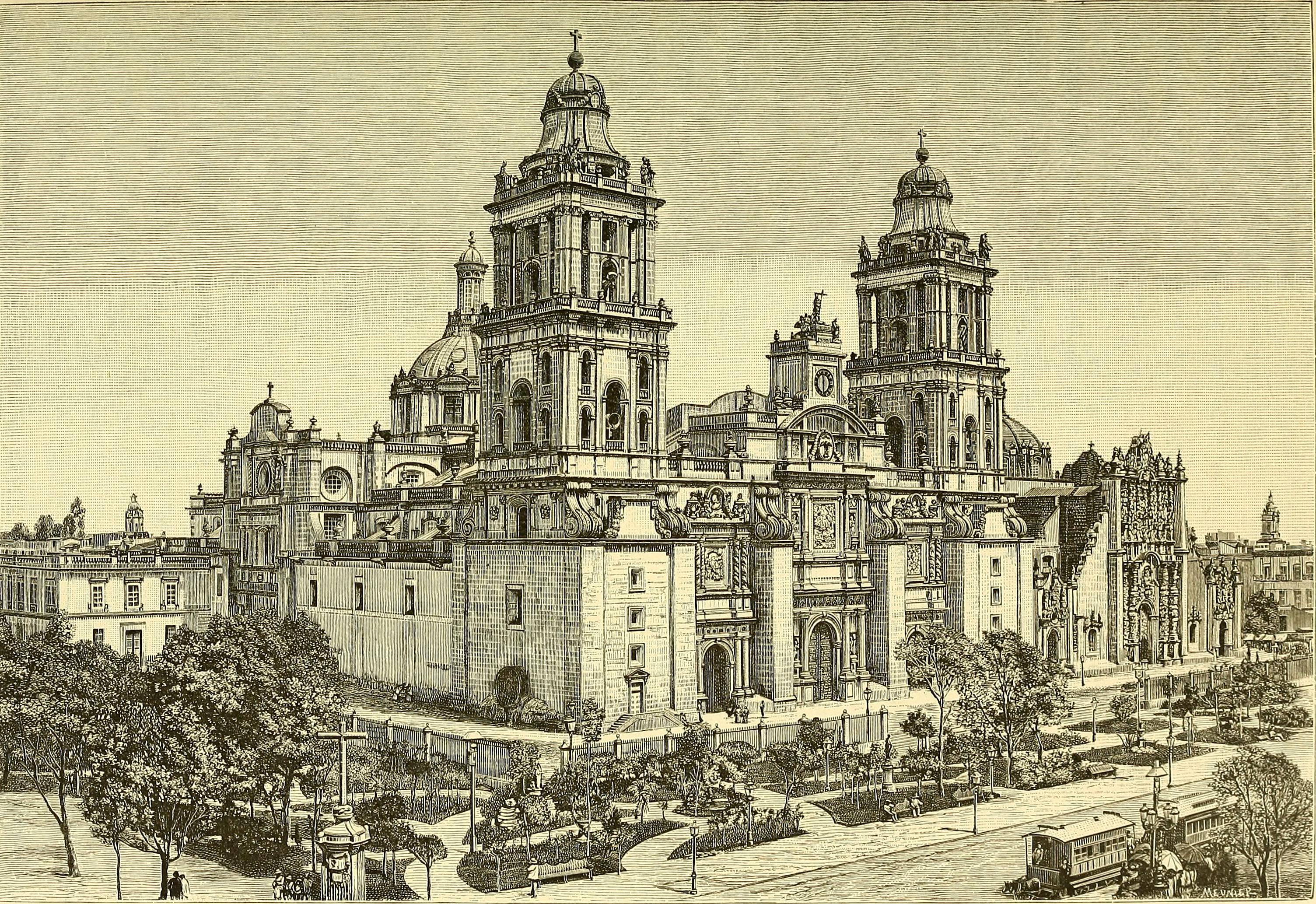
Catedral Metropolitana, Ciudad de México Nouvelle géographie universelle (1876) 17 p. 187

Élisée Reclus redactó solo, en Suiza, la Nueva Geografía universal, publicada por Hachette entre 1876 y 1894, que también fue ilustrada por su amigo el cartógrafo Charles Perron. con el subtítulo  La tierra y los hombres. La obra comprende 19 tomos, con un 20.º de anexos estadísticos, que abordan cada uno una zona geográfica. Por ejemplo, el tomo II está dedicado a Francia, el tomo XVI a Estados Unidos, el XVII a México, Centroamérica y el Caribe. El total comprende 17,873 páginas de texto y 4,290 mapas y miles de grabados. Cada tomo tiene mapas en colores, grabados en blanco y negro y un índice de nombres y lugares citados. Para la parte sobre Colombia, se inspiró en los trabajos de Francisco Javier Vergara y Velasco. 
Desde el segundo volumen, Reclus recurrió a Gillot lo que le permitió prescindir de los grabadores de París.
Esta Nueva Geografía universal fue catalogada como más objetiva que los Atlas publicados por los geógrafos influidos por los diversos nacionalismos. Le fue especialmente útil al Consejo federal suizo para el arbitraje del conflicto franco-brasileño o Cuestión de Amapá en 1900.

### Paul Vidal de la Blache y Lucien Gallois

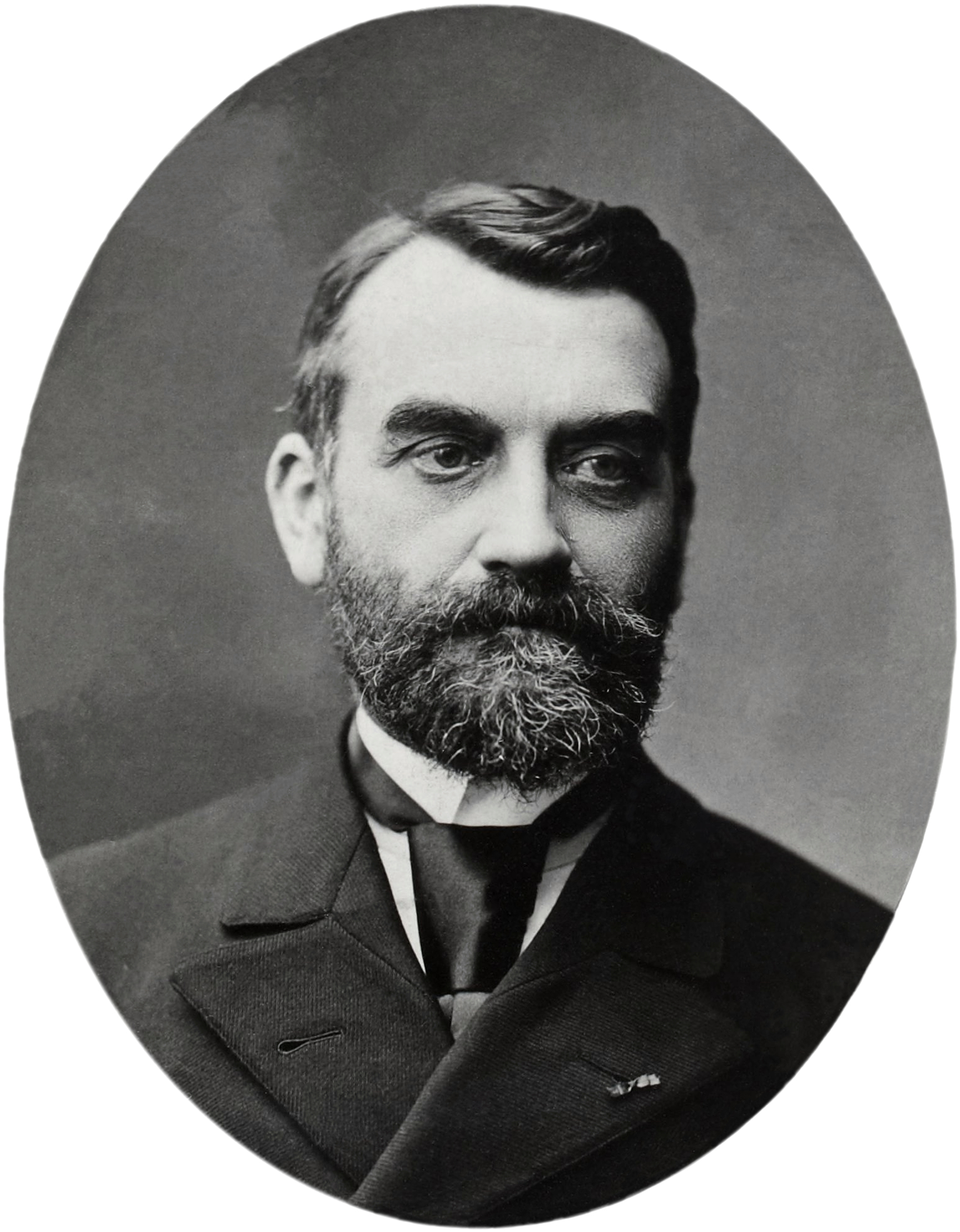
Paul Vidal de la Blache

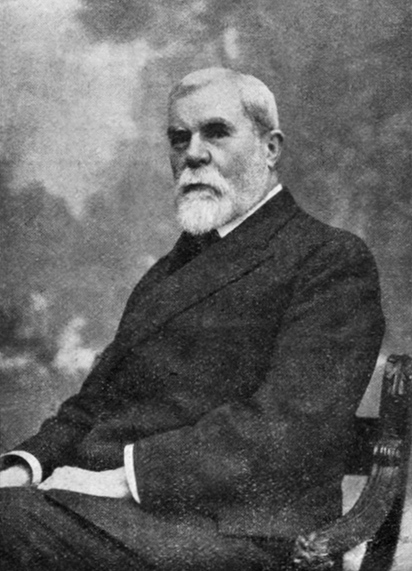
Lucien Gallois

Paul Vidal de La Blache concibió una Geografía universal repartiendo el mundo entre sus discípulos: Pierre Denis se encargó del tomo XV, dedicado a América del Sur. Pero fue Lucien Gallois quien dirigió y realizó el proyecto después de la muerte de Vidal en 1918. La publicación con la editorial Armand Colin se escalonó entre 1927 y 1948 Compuesta de 15 volúmenes regionales (cuyos anexos están en 2 volúmenes, lo que hace un total de 17 volúmenes). Este nuevo trabajo es de geografía universitaria mientras que las obras de Malte-Brun y de Reclus fueron sobre todo libros de geógrafos "viajeros". Vidal y Gallois se rodearon de un equipo y dejaron cada tomo bajo la responsabilidad del especialista de la región estudiada. Las fotografías en blanco y negro reemplazaron a los grabados.

### Quillet
Otra Geografía universal fue publicada a la misma época que la de Vidal y Gallois, en Quillet, entre 1923 y 1928. Sólo compuesta de 4 volúmenes, reunió sobre todo la geografía vidaliana (geografía regional francesa) la cual no fue incluida en el proyecto de Vidal a pesar de su fidelidad, así como la de algunos discípulos de Raoul Blanchard.
Esta obra hubo un gran éxito público, pero fue olvidada relativamente pronto porque se consideró como menor en la historia del pensamiento geográfico.

### Roger Brunet y el GIP-RECLUS
Al finalizar los años 1980, Roger Brunet se comprometió con la redacción de otra Geografía universal en el seno del GIP-RECLUS que fundó. Coeditado por Éditions Belin y el GIP-RECLUS entre 1990 y 1996, esta versión está compuesta de 10 tomos, fruto de la colaboración de un centenar de geógrafos. Beneficiada por la fotografía en color y los adelantos científicos, integra numerosas reflexiones conceptuales, como por ejemplo la utilización de coremas.

La evolución del turismo en Florida 1933-2005. Proyección de Roger Brunet publicada en su Geografía universal en 2009